# Emmanuel Ekpo
Emmanuel Ekpo (Ekori, 20 de dezembro de 1987) é um futebolista nigeriano, que joga como atacante, medalhista olímpico de prata. 

## Carreira
Ele foi membro da Seleção Sub-20 Nigeriana que disputou os Jogos Olímpicos de Verão de 2008 e terminou na segunda colocação, somente atrás da Argentina. 